# Klein-Zimmern
Klein-Zimmern ist ein Ortsteil von Groß-Zimmern im südhessischen Landkreis Darmstadt-Dieburg.

## Geographie
Naturräumlich gehört Klein-Zimmern zum Dieburger Becken, das sich nördlich des Odenwaldes und des Reinheimer Hügellandes zum Main hin öffnet. Das Dorf liegt an einem Gersprenzübergang dem Kernort Groß-Zimmern gegenüber nur wenige Hundert Meter vom orographisch rechten, östlichen Ufer des Flusses entfernt und an einem seiner Seitenarme, dem Katzengraben.
Klein-Zimmern grenzt im Westen an die Gemarkung Groß-Zimmern, im Norden und Osten an die Gemarkung Semd der Stadt Groß-Umstadt und im Süden an die Gemarkung Habitzheim der Gemeinde Otzberg. Im Süden jenseits des Hauptlaufs der Gersprenz gibt es eine kurze gemeinsame Grenze mit Spachbrücken, das zur Stadt Reinheim gehört.
Die Gemarkung Klein-Zimmern bemaß sich nach dem Stand von 1961 auf eine Fläche von 379 Hektar. Sie erstreckt sich in Nord-Süd-Richtung auf drei Kilometer Länge bei einer Breite von rund 500 bis 1000 Meter um die Ortslage und nimmt den Katzengraben, die Gersprenz und den Landwehrgraben im Westen als natürliche Grenze.
1961 galten 40 Hektar Gemeindegebiet als bewaldet. Da es in der Nähe von Klein-Zimmern keinen Wald gibt, hatte der Ort Anteil an der Dieburger Mark. Alle Gemeinden, die ursprünglich zur Dieburger (Wald-)Mark gehörten, nutzten bis 1812 das Waldgebiet westlich von Dieburg genossenschaftlich. Gewinnung von Brennholz und Bauholz, von Gerberlohe und Holzkohle, dazu Waldweide, Rodung und Renaturierung sowie alle Streitigkeiten wurden auf einem Märkerding geregelt, das bei Dieburg im Freien tagte, zu der jede ortsansässige Familie einen Vertreter (Märker) schickte und die unter der Schirmherrschaft des Mainzer Erzbischofs stand. 1812 wurde die Genossenschaft aufgelöst und der Wald je nach der Anzahl der Märker auf die beteiligten Gemeinden aufgeteilt. Georgenhausen etwa stellte 46 Märker und erhielt daher 319 Morgen (rund 40 Hektar) Gemeindewald, ähnlich Zeilhard und Klein-Zimmern. Die anderen Markgemeinden wie Spachbrücken waren größer und bekamen größere Flächen. Für Klein-Zimmern handelte es sich um die Flur 1 in der Gemarkung Zeilharder Wald, eine Exklave rund sieben Kilometer nordwestlich der Gemarkung Klein-Zimmern, die 1977 in die Gemeinde Messel eingegliedert wurde. Sie bestand in einem knapp 500 Meter breiten Waldstreifen nördlich der Spachbrücker und Klein-Zimmerer Grenzschneise und umfasste namentlich das Zentrum der Fossilien-Fundstätte der Grube Messel und die Wohnsiedlung Grube Messel südlich des Bahnhofs Messel an der Roßdörfer Straße.

## Geschichte

### Ortsgeschichte
Im Mittelalter bestanden in Klein-Zimmern zwei von 30 Wildhuben des Wildbannes Dreieich, zu welchem auch die umliegenden Wälder gehörten.
Die erste Erwähnung Klein-Zimmerns fällt ins frühe 14. Jahrhundert. Diese und weitere Erwähnungen blieben unter den folgenden Ortsname Cleyntzymern (1338), Cleynen Zymern (1407), Cleynzymmern (1429), Kleynczymmern (1457) und Kleyn Zymer (1471) erhalten. Im 17. Jahrhundert besitzt der Kurfürst von Mainz alle Herrlichkeit an Klein-Zimmern. 1802 gelangt der Ort an die Landgrafschaft Hessen-Darmstadt.  Die übergeordneten Verwaltungseinheiten waren 1429 die „Mark Dieburg“, ab 1787 das „Erzstift Mainz, Oberes Erzstift, Oberamt Steinheim, Amtsvogtei Dieburg“, ab 1820 das „Amt Dieburg“ das ab 1806 zur Provinz Starkenburg des Großherzogtums Hessen gehörte, ab 1821 der „Landratsbezirk Dieburg“, ab 1832 der „Kreis Dieburg“, ab 1848 der „Regierungsbezirk Dieburg“, ab 1852 wieder der „Kreis Dieburg“, ab 1938 der Landkreis Dieburg und ab 1977 der „Landkreis Darmstadt-Dieburg“.
Die Statistisch-topographisch-historische Beschreibung des Großherzogthums Hessen berichtet 1829 über Klein-Zimmern:

„Kleinzimmern (L. Bez. Dieburg) kath. Filialdorf; liegt an der Gersprenz, 3⁄4 St. von Dieburg und 11⁄2 St. von Umstadt, und hat 1 Kapelle, die in den 1770er Jahren erbaut wurde, 46 Häuser und 348 Einw., die bis auf 27 Luth. katholisch sind. Unter den Einwohnern befinden sich 14 Bauern, 16 Handwerker und 7 Taglöhner. Im Jahr 1802 kam der Ort von Mainz an Hessen.“

Hessische Gebietsreform (1970–1977)
Im Zuge der Gebietsreform in Hessen versuchte Klein-Zimmern 1972, zusammen mit Semd, nach Dieburg eingemeindet zu werden, was die Stadt Dieburg aber ablehnte. Am 1. Januar 1977 wurde die Gemeinde Klein-Zimmern kraft Landesgesetzes in die Gemeinde Groß-Zimmern eingegliedert. Zugleich wurde die Exklave in der Gemarkung Zeilharder Wald mit damals etwa 300 Einwohnern in die Gemeinde Messel eingegliedert. Für den Stadtteil Klein-Zimmern wurde ein Ortsbezirk mit Ortsbeirat und Ortsvorsteher nach der Hessischen Gemeindeordnung gebildet.

### Verwaltungsgeschichte im Überblick
Die folgende Liste zeigt die Staaten und Verwaltungseinheiten, denen Klein-Zimmern angehört(e):
- 1429: Mark Dieburg
- vor 1803: Heiliges Römisches Reich, Kurmainz, Oberamt Steinheim, Amtsvogtei Dieburg
- ab 1803: Heiliges Römisches Reich, Landgrafschaft Hessen-Darmstadt[Anm. 2], Fürstentum Starkenburg,  Amtsvogtei Dieburg
- ab 1806: Großherzogtum Hessen,[Anm. 3] Fürstentum Starkenburg, Amt Dieburg[12]
- ab 1815: Deutscher Bund[Anm. 4] (bis 1866), Großherzogtum Hessen, Provinz Starkenburg, Amt Dieburg
- ab 1821: Großherzogtum Hessen, Provinz Starkenburg, Landratsbezirk Dieburg
- ab 1832: Großherzogtum Hessen, Provinz Starkenburg, Kreis Dieburg
- ab 1848: Großherzogtum Hessen, Regierungsbezirk Dieburg
- ab 1852: Großherzogtum Hessen, Provinz Starkenburg, Kreis Dieburg
- ab 1871: Deutsches Reich, Großherzogtum Hessen, Provinz Starkenburg, Kreis Dieburg
- ab 1918: Deutsches Reich (Weimarer Republik), Volksstaat Hessen, Provinz Starkenburg, Kreis Dieburg
- ab 1938: Deutsches Reich, Volksstaat Hessen, Landkreis Dieburg[13][Anm. 5]
- ab 1945: Amerikanische Besatzungszone,[Anm. 6] Groß-Hessen, Regierungsbezirk Darmstadt, Landkreis Dieburg
- ab 1946: Amerikanische Besatzungszone, Land Hessen, Regierungsbezirk Darmstadt, Landkreis Dieburg
- ab 1949: Bundesrepublik Deutschland, Land Hessen, Regierungsbezirk Darmstadt, Landkreis Dieburg
- ab 1977: Bundesrepublik Deutschland, Land Hessen, Regierungsbezirk Darmstadt, Landkreis Darmstadt-Dieburg, Gemeinde Groß-Zimmern[Anm. 7]

### Gerichte
Klein-Zimmern gehörte zur Zent Dieburg. In der Landgrafschaft Hessen-Darmstadt wurde mit Ausführungsverordnung vom 9. Dezember 1803 das Gerichtswesen neu organisiert. Für das Fürstentum Starkenburg wurde das „Hofgericht Darmstadt“ als Gericht der zweiten Instanz eingerichtet. Die Rechtsprechung der ersten Instanz wurde durch die Ämter bzw. Standesherren vorgenommen.
Damit war das Amt Dieburg zuständig. Das Hofgericht war für normale bürgerliche Streitsachen Gericht der zweiten Instanz, für standesherrliche Familienrechtssachen und Kriminalfälle die erste Instanz. Übergeordnet war das Oberappellationsgericht Darmstadt. Die Zentgerichte hatten damit ihre Funktion verloren.
Mit Bildung der Landgerichte im Großherzogtum Hessen war ab 1821 das Landgericht Umstadt das Gericht erster Instanz. Die zweite Instanz war das Hofgericht Darmstadt.
Es folgten als Erstinstanz ab 1879 das Amtsgericht Groß-Umstadt (durch Umbenennung) und ab 1970 das Amtsgericht Dieburg. Zweite Instanz war bzw. ist jeweils das Landgericht Darmstadt.

## Bevölkerung

### Einwohnerstruktur 2011
Nach den Erhebungen des Zensus 2011 lebten am Stichtag dem 9. Mai 2011 in Klein-Zimmern 1476 Einwohner. Darunter waren 84 (5,7 %) Ausländer. Nach dem Lebensalter waren 261 Einwohner unter 18 Jahren, 612 zwischen 18 und 49, 327 zwischen 50 und 64 und 273 Einwohner waren älter. Die Einwohner lebten in 606 Haushalten. Davon waren 147 Singlehaushalte, 192 Paare ohne Kinder und 195 Paare mit Kindern, sowie 48 Alleinerziehende und 21 Wohngemeinschaften. In 123 Haushalten lebten ausschließlich Senioren und in 414 Haushaltungen lebten keine Senioren.

### Einwohnerentwicklung
| • 1806: | 230 Einwohner, 39 Häuser |
| • 1829: | 348 Einwohner, 46 Häuser |
| • 1867: | 520 Einwohner, 58 Häuser |

| Klein-Zimmern: Einwohnerzahlen von 1806 bis 2011 | Klein-Zimmern: Einwohnerzahlen von 1806 bis 2011 | Klein-Zimmern: Einwohnerzahlen von 1806 bis 2011 | Klein-Zimmern: Einwohnerzahlen von 1806 bis 2011 | Klein-Zimmern: Einwohnerzahlen von 1806 bis 2011 |
| --- | ------------------------------------------------ | ------------------------------------------------ | ------------------------------------------------ | ------------------------------------------------ |
| Jahr |                                                  |                                                  |                                                  | Einwohner                                        |
| 1806 | 1806                                             |                                                  | 230                                              | 230                                              |
| 1829 | 1829                                             |                                                  | 348                                              | 348                                              |
| 1834 | 1834                                             |                                                  | 356                                              | 356                                              |
| 1840 | 1840                                             |                                                  | 359                                              | 359                                              |
| 1846 | 1846                                             |                                                  | 379                                              | 379                                              |
| 1852 | 1852                                             |                                                  | 416                                              | 416                                              |
| 1858 | 1858                                             |                                                  | 419                                              | 419                                              |
| 1864 | 1864                                             |                                                  | 452                                              | 452                                              |
| 1871 | 1871                                             |                                                  | 563                                              | 563                                              |
| 1875 | 1875                                             |                                                  | 624                                              | 624                                              |
| 1885 | 1885                                             |                                                  | 630                                              | 630                                              |
| 1895 | 1895                                             |                                                  | 776                                              | 776                                              |
| 1905 | 1905                                             |                                                  | 852                                              | 852                                              |
| 1910 | 1910                                             |                                                  | 1.019                                            | 1.019                                            |
| 1925 | 1925                                             |                                                  | 977                                              | 977                                              |
| 1939 | 1939                                             |                                                  | 700                                              | 700                                              |
| 1946 | 1946                                             |                                                  | 1.163                                            | 1.163                                            |
| 1950 | 1950                                             |                                                  | 1.260                                            | 1.260                                            |
| 1956 | 1956                                             |                                                  | 1.327                                            | 1.327                                            |
| 1961 | 1961                                             |                                                  | 1.402                                            | 1.402                                            |
| 1967 | 1967                                             |                                                  | 1.402                                            | 1.402                                            |
| 1970 | 1970                                             |                                                  | 1.224                                            | 1.224                                            |
| 1976 | 1976                                             |                                                  | 1.555                                            | 1.555                                            |
| 1990 | 1990                                             |                                                  | ?                                                | ?                                                |
| 2000 | 2000                                             |                                                  | ?                                                | ?                                                |
| 2011 | 2011                                             |                                                  | 1.476                                            | 1.476                                            |
| Datenquelle: Historisches Gemeindeverzeichnis für Hessen: Die Bevölkerung der Gemeinden 1834 bis 1967. Wiesbaden: Hessisches Statistisches Landesamt, 1968. Weitere Quellen: ; 1976:; Zensus 2011 |                                                  |                                                  |                                                  |                                                  |

### Historische Religionszugehörigkeit
| • 1829: | 27 lutheranische (= 7,76 %) und 321 katholische (= 92,24 %) Einwohner |
| • 1961: | 257 evangelische (= 18,33 %), 1125 katholische (= 80,24 %) Einwohner  |

## Politik
Für Klein-Zimmern besteht ein Ortsbezirk (Gebiete der ehemaligen Gemeinde Klein-Zimmern) mit Ortsbeirat und Ortsvorsteher nach der Hessischen Gemeindeordnung.
Der Ortsbeirat besteht aus fünf Mitgliedern. Seit den Kommunalwahlen 2021 gehören ihm vier Mitglieder der CDU und ein Mitglied des KUL an. Ortsvorsteher ist Andreas Rigatelli (CDU).

## Kultur und Sehenswürdigkeiten

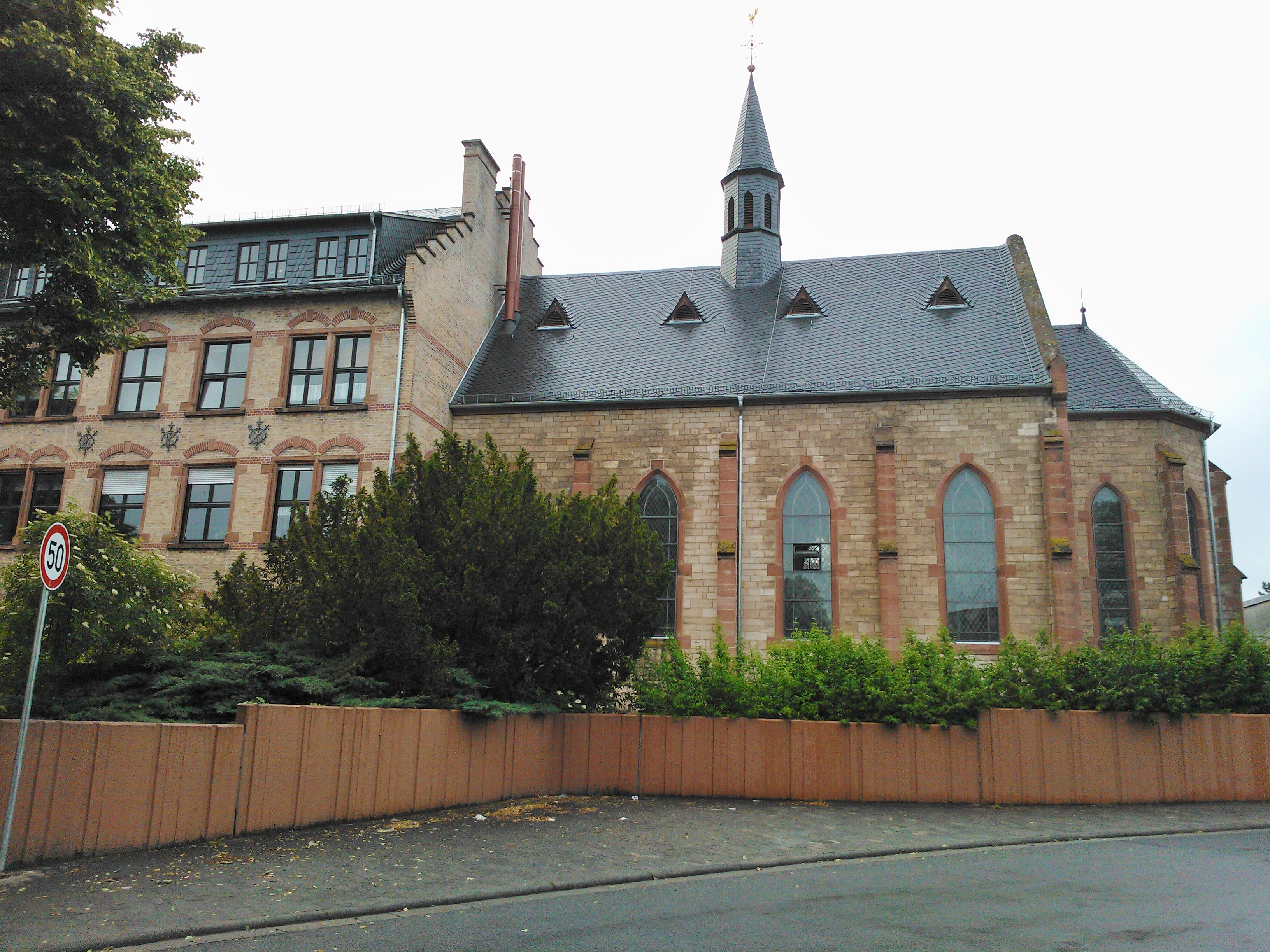
Die Kirche oberhalb des St. Josephshauses

### Bauwerke
Die katholische Saalkirche in der Ortsmitte wurde 1775 nach Abriss des mittelalterlichen Vorgängerbaus errichtet. Nach dem Neubau der Kirche St. Bartholomäus in der Gartenstraße 13 im Jahr 1978 stand die Kirche zuletzt leer, war sehr renovierungsbedürftig und wurde 2004 verkauft. Der neue Eigentümer, ein Unternehmer in Groß-Zimmern, ist Antiquitätensammler und hat in enger Absprache mit der Denkmalschutzbehörde in dem Bauwerk teils ein Privatmuseum eingerichtet, teils den Chorraum wieder hergestellt und auf und unter der Empore private Wohnräume geschaffen.
Angrenzend an das Grundstück der Saalkirche wird im St. Josephshaus, das die Gebäude der ehemaligen Wasserburg Klein-Zimmern einschließt und einige schöne alte Wappen aufweist, ein Zentrum für Kinder- und Jugendhilfe betrieben.

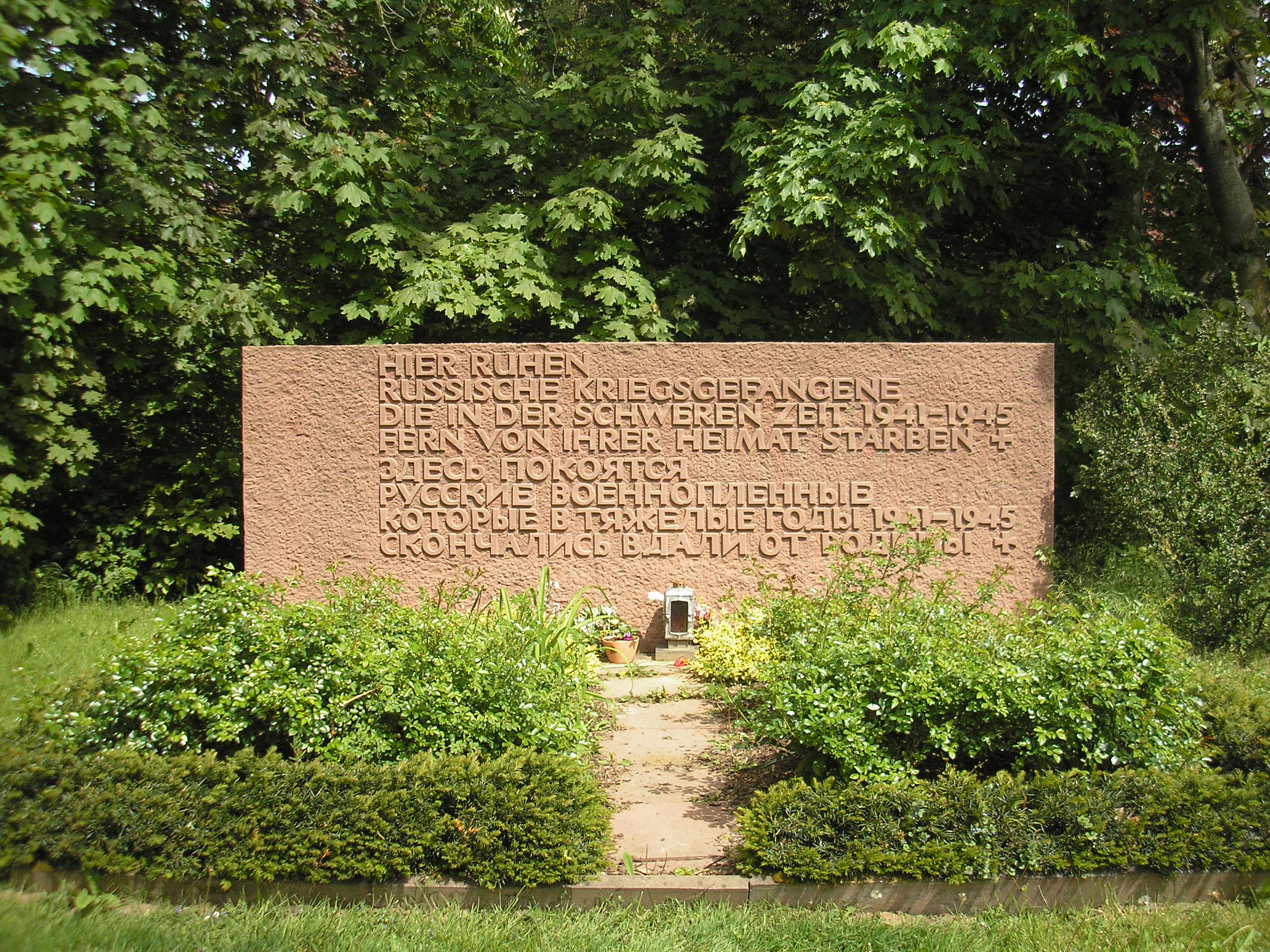
Gedenkstein des Soldatenfriedhofs

Ein Sowjetischer Soldatenfriedhof (Russischer Soldatenfriedhof Klein-Zimmern) befindet sich südlich des Ortes in der Gemarkungsfläche Reinheimer Hohl. Sie wurde mehrfach umgestaltet und wird durch die Gemeinde Groß-Zimmern gepflegt. Er gedenkt den 435 sowjetischen Kriegsgefangenen, die im Lazarett und Kriegsgefangenenlager auf dem Gelände des damaligen St. Josephshaus zu Tode kamen und dort verscharrt wurden. Die Massengräber waren nicht mehr zu evaluieren und sind symbolisch durch ein Dutzend Totenkreuze dargestellt; am nordwestlichen Ende der Anlage weist ein Gedenkstein in Russisch und Deutsch auf den Friedhof und das Gedenken hin.

### Regelmäßige Veranstaltungen
- Mai: Florianstag
- September: Kerb[21]

## Verkehr
Die Landesstraße L 3115 verbindet Klein-Zimmern über eine Gersprenzbrücke mit der Ortsmitte von Groß-Zimmern und in der Gegenrichtung mit Semd und Groß-Umstadt. Von dieser Hauptdurchgangsstraße zweigt in der Ortsmitte die Kreisstraße K 126 nach Norden ab in Richtung Dieburg. Am östlichen Ortsende liegt der Abzweig der K 124 nach Habitzheim.